# Svetozar Ćorović
Svetozar Ćorović (Светозар Ћоровић) (Mostar, 29 maggio 1875 – Mostar, 17 aprile 1919) è stato uno scrittore serbo.

## Biografia
Dopo aver effettuato studi commerciali, svolse contemporaneamente l'attività di commerciante, di scrittore e di fervente patriota.
Dal 1887 pubblicò varie opere in molti giornali e riviste come Golub ("Il piccione"), Neven, Bosanska Vila ("Fata bosniaca"), Luča, Otadžbina ("Patria") e Brankovo Kolo.
Fu un membro attivo della Società di Mostar chiamata "Gusle". Ha anche partecipato ad altre attività letterarie e culturali serbe. Fu editore del calendario Neretljanin (1894-1895), iniziatore ed editore dei primi tre numeri della rivista Zora ("Alba") (1896-1901), membro del comitato editoriale del giornale di opposizione Narod ("Gente") (1907). Anche i suoi contemporanei Jovan Dučić e Aleksa Šantić vivevano a Mostar e insieme a lui hanno creato la famosa Troika culturale e letteraria di Mostar.
Nel 1908, a causa della sua avversione al regime austro-ungarico presente in Bosnia-Erzegovina fu costretto ad espatriare in Italia.
Durante la prima guerra mondiale venne catturato ed imprigionato. Ammalatosi di tubercolosi, morì nel 1919.
Ha scritto numerose opere: ha pubblicato una dozzina di libri di racconti, quasi altrettanti romanzi e diverse opere teatrali.
Il suo esordio letterario avvenne in età giovanile con una serie di poesie di tematiche amorose e patriottiche. In breve tempo, però optò per la prosa, tramite la quale dipinse quadri di personaggi e scenari della antica Erzegovina, immersi talvolta in atmosfere commoventi e toccanti, e in altre occasioni in pagine fresche e vivaci. Le sue furono descrizioni di vite quotidiane della gente, con le sue paure, aspirazioni, speranze, ansie, a volte il suo dolore e la disperazione, e talvolta il suo amore e felicità. I suoi personaggi sono sacerdoti, mercanti, artigiani, soldati, vicini e amici.
Il pretesto della rievocazione del passato, Ćorović lo utilizzò per analizzare le difficoltà contemporanee, in primis la guerra mondiale e la lotta per l'indipendenza.
Il premio letterario "Svetozar Ćorović" viene assegnato in suo onore dalla Serbia e dalla Repubblica Serba di Bosnia ed Erzegovina.
Sposò la sorella di Alekse Šantić, Radojko Šantić; suo fratello era Vladimir Ćorović, un illustre storico serbo che fu ucciso nel 1941 durante la seconda guerra mondiale in Grecia.

## Opere principali
- Poletarke, poesie, 1894
- Krvni mir, poesie, 1897
- Razoreno gnijezdo, poesie, 1898
- Iz moje domovine, poesie, 1898
- Ženidba P. Karantana, ("Il matrimonio di P. Karantan"), romanzo, 1905
- Majčina sultanija, ("Sultania"), romanzo, 1906
- Stojan Mutikaša, ("Stojan l'intrigante"), romanzo, 1907
- Moji poznanici, ("I miei conoscenti"), novella, 1909
- U časovima odmora, ("Nei momenti di riposo"), novella, 1910
- Zulumćar, ("Il malfattore"), dramma 1911
- Komšije, ("I vicini"), novella, 1912
- Jarani, romanzo, 1913
- U ćelijama, ("Nelle celle"), novella, 1913
- Ajša, dramma
- Brdani, ("I montanari"), romanzo, 1919
- Medu svojima, ("In mezzo ai miei"), romanzo 1921